# Euplectrus melanocephalus
Euplectrus melanocephalus är en stekelart som beskrevs av Girault 1913. Euplectrus melanocephalus ingår i släktet Euplectrus och familjen finglanssteklar. Inga underarter finns listade i Catalogue of Life.